# Siouxsie Sioux

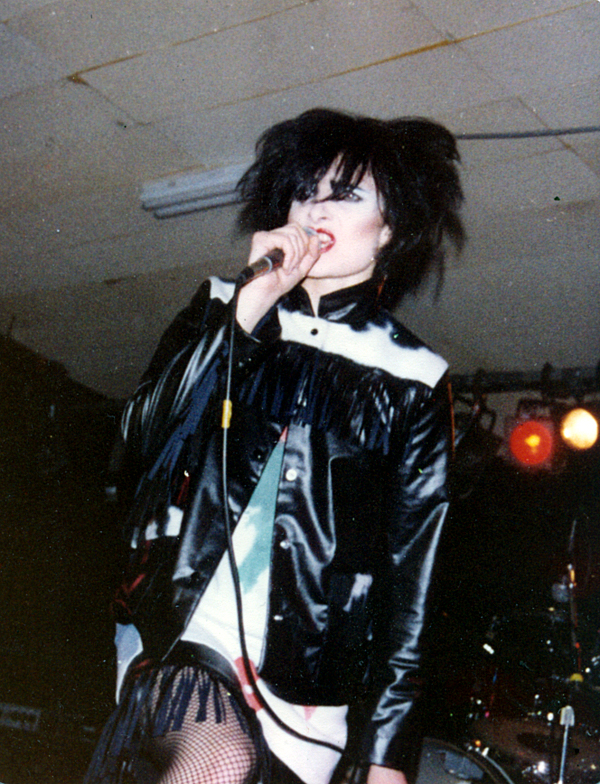
Siouxsie Sioux bei einem Konzert in New York, 1980

Siouxsie Sioux [ˈsuːzi ˈsuː] (* 27. Mai 1957 in Southwark, London; eigentlich Susan Janet Ballion) ist eine britische Musikerin, die vor allem als Sängerin und Songwriterin der Gruppe Siouxsie and the Banshees bekannt ist.

## Karriere
Ballion gründete im Alter von 19 Jahren die Gruppe „Siouxsie and the Banshees“, mit der sie 1978 das Debütalbum The Scream und anschließend eine Vielzahl weiterer Tonträger veröffentlichte. 1981 wurde zudem das Projekt The Creatures ins Leben gerufen, bei dem sie ebenfalls als Sängerin fungierte und über einen Zeitraum von mehr als 20 Jahren in unregelmäßigen Abständen Alben und EPs einspielte.
Im Jahr 1996 lösten sich Siouxsie and the Banshees wegen einer Vielzahl von Gründen auf, woraufhin The Creatures zum Hauptprojekt von Siouxsie und ihrem Schlagzeuger und Ehemann Budgie wurden. Das Album Anima Animus veröffentlichte man 1999 auf dem eigenen Label Sioux Records, wie schon die Eraser Cut-EP ein Jahr zuvor.
2002 wurde überraschend ein kurz währendes Comeback der Banshees organisiert. Dieses überdauerte die internationale Seven-Year-Itch-Reunion-Tour nicht. Das persönliche Verhältnis der beiden Gründungsmitglieder Siouxsie Sioux und Steve Severin war für eine weitere Zusammenarbeit zu sehr belastet.
Auch The Creatures wurden 2004 aufgelöst, und so widmet sich Siouxsie nun ihrer Solokarriere. Diese nahm bereits mit der „An Evening with … Siouxsie“ Tour im Jahr 2004 ihren Anfang. Die Tour wurde mit dem Konzert „Siouxsie Dreamshow“ in der Royal Festival Hall erfolgreich abgeschlossen. Von diesem Abschlusskonzert wurde ein Live-Mitschnitt erstellt. Dieser wurde als erste Solo-Veröffentlichung der Sängerin unter dem Titel „Siouxsie Dreamshow“ als DVD-Konzertfilm herausgebracht.
Im Sommer 2006 unterzeichnete Siouxsie einen Vertrag mit dem Label „W14“ (Teil von Universal Records), das von John Williams geleitet wird, mit dem sie bereits Ende der 1980er-Jahre bei Polydor zusammengearbeitet hatte. Ende Juni 2007 gab Siouxsie in einem BBC2-Radiointerview überraschend die Trennung von Budgie bekannt, die beiden sind mittlerweile geschieden.

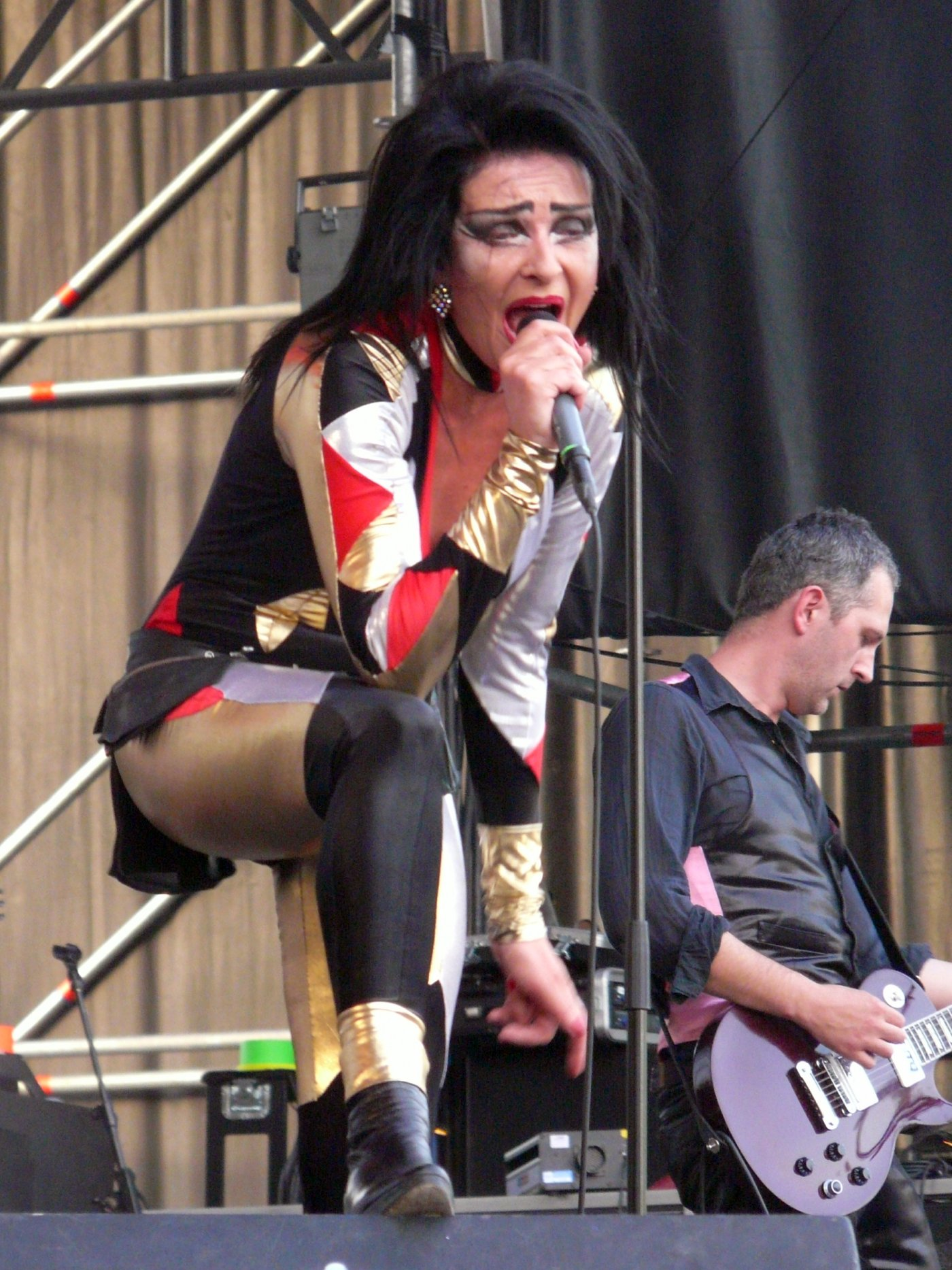
Siouxsie Sioux, FIB Festival, Madrid 2008

Im Jahr 2007 veröffentlichte sie dann erstmals ein Soloalbum mit einer komplett neuen Band.  Das Mantaray betitelte Werk wurde auf einem Sublabel der Universal Music Group herausgebracht und wurde von Kritikern überwiegend positiv bewertet. Inhaltlich verarbeitet die Sängerin darin aktuelle Erfahrungen und Gefühle nach ihrer längeren Krankheit und Trennung/Scheidung auf poetische Weise. Musikalisch wird der Kurs, der bereits mit den Konzerten im Rahmen der An Evening with... Siouxsie-Tour und der Siouxsie Dreamshow beschritten wurde, weiter fortgesetzt. Es handelt sich um eine Fusion ungewöhnlicher Arrangements der dunklen, experimentellen Sounds der Banshees und Creatures mit Klassik-, Jazz- und Big-Band-Einflüssen.
Im August 2007 erschien eine Vorab-Single zu dem Album mit dem Titel Into a Swan, die man musikalisch als eine Art „Industrial-Glam-Rock“ definieren kann. An diese Veröffentlichung schloss sich eine internationale Tour durch Europa und die USA an, wobei oft in kleineren Clubs gespielt wurde. Es wurden des Weiteren mit Here Comes That Day sowie About to Happen zwei weitere Singleauskopplungen veröffentlicht. Bei einem Konzert auf dem Pariser Eiffelturm wurde ein Live-Mitschnitt erstellt, der inzwischen als Live-EP mit dem Titel Le Tour Eiffel sowohl als Download als auch in Teilen als Bonustracks auf der Single About to Happen erhältlich ist.
Neben ihrer Tätigkeit bei Siouxsie and the Banshees und den Creatures arbeitete Sioux mit Künstlern wie Morrissey an dem Song Interlude (1994), Hector Zazou an dem Song The Lighthouse (1995), John Cale an dem Song Murdering Mouth (1998), Marc Almond an dem Song Threat Of Love (1999) und den Basement Jaxx  an dem Song Cish Cash (2003) zusammen. Zuletzt arbeitete Siouxsie mit dem Filmkomponisten Angelo Badalamenti (u. a. David-Lynch-Stammkomponist) an dem Song Careless Love für dessen Soundtrack zu dem John-Maybury-Film The Edge of Love (2008).
Im Jahr 2015 zeichnete Siouxsie den Titel Love Crime für die TV-Serie Hannibal auf. Der Titel wurde im Dezember auf iTunes
veröffentlicht. Im selben Jahr wurde zudem das Compilation-Album Hannibal Season 3 – Volume 2 veröffentlicht.
Nach 2008 trat sie nur noch selten auf. So 2013 beim Meltdown Festival in der Londoner Royal Festival Hall und 2023 mit wenigen Tourauftritten.

## Diskografie

### Solo-Alben
- 2007: Mantaray

### Compilation-Album
- 2016: Hannibal Season 3 – Volume 2

### Singles
- 2007: Into a Swan
- 2007: Here Comes That Day
- 2008: About to Happen
- 2015: Love Crime

### Features
- 1994: Interlude (Single mit Morrissey)
- 1995: The Lighthouse (von Hector Zazou – Album Chansons des Mers Froides)
- 1999: Threat Of Love (mit Marc Almond – Album Open All Night)
- 2003: Cish Cash (von Basement Jaxx – Album Kish Kash)

### DVDs
- 2005: Siouxsie Dreamshow (Live), London 2004 mit dem Millenia Ensemble Orchestra
- 2009: Finale: The Last Mantaray and More Show (Live), London 2008